# Saint-Jammes
Saint-Jammes ist eine französische Gemeinde mit 634 Einwohnern (Stand 1. Januar 2022) im Département Pyrénées-Atlantiques in der Region Nouvelle-Aquitaine (vor 2016: Aquitanien). Die Gemeinde gehört zum Arrondissement Pau und zum Kanton Pays de Morlaàs et du Montanérès (bis 2015: Kanton Morlaàs).
Der Name der Gemeinde ist von Saint-Jacques abgeleitet und ist somit ein Hinweis auf die geografische Lage an einem der Jakobswege nach Santiago de Compostela. Die Bewohner werden Saint-Jammois und Saint-Jammoises genannt.

## Geographie
Saint-Jammes liegt ca. 15 km nordöstlich und damit in der Unité urbaine von Pau in der historischen Provinz Béarn.
Umgeben wird der Ort von den Nachbargemeinden:
| Bernadets | Higuères-Souye                              |          |
| Maucor    | Kompassrose, die auf Nachbargemeinden zeigt | Gabaston |
|           | Morlaàs                                     |          |

Saint-Jammes liegt im Einzugsgebiet des Flusses Adour.
Der Luy de France markiert die Grenze zu den Nachbargemeinden Bernadets und Maucor und größtenteils zu Morlaàs.
Seine Nebenflüsse durchströmen das Gebiet der Gemeinde:

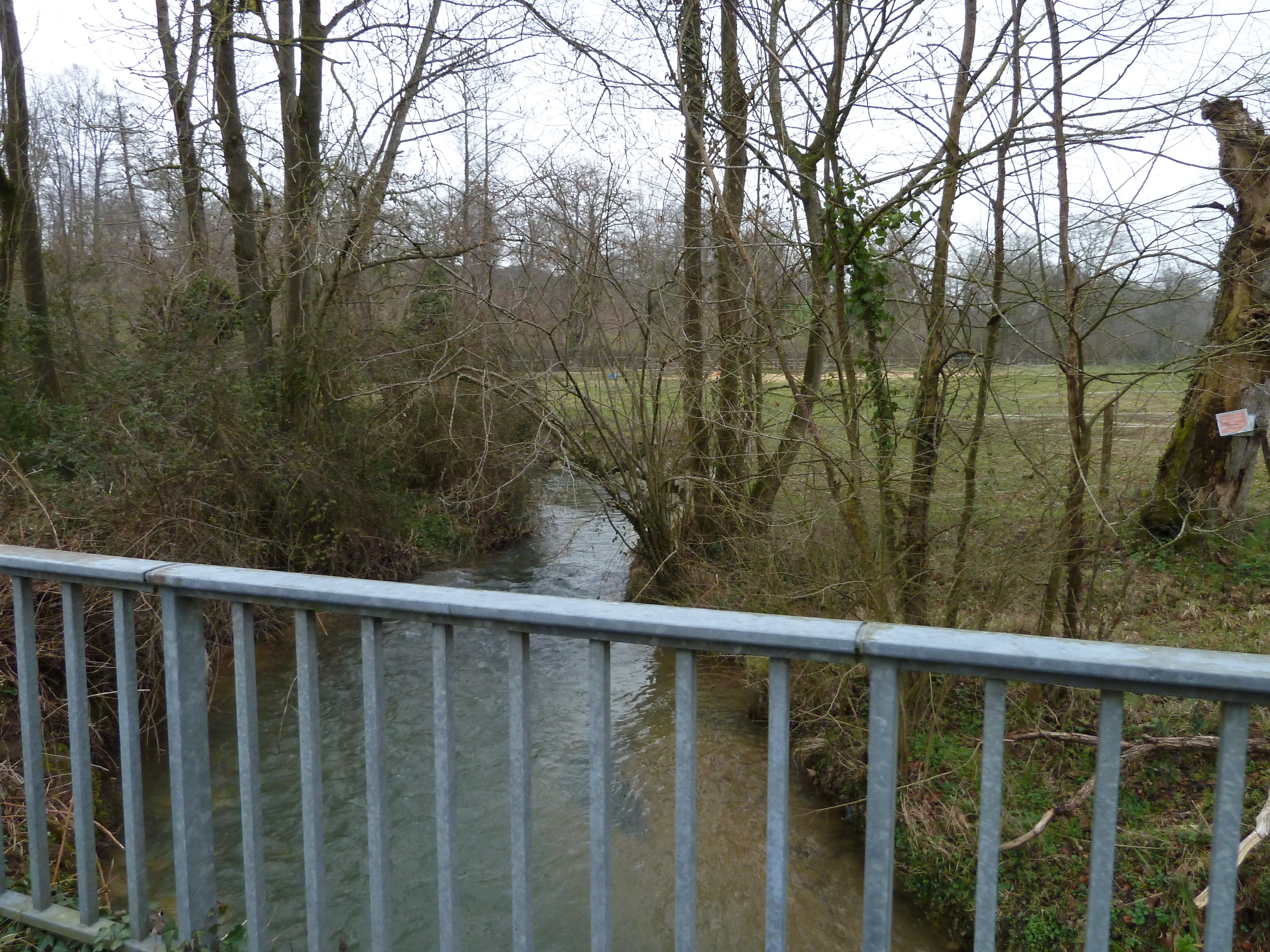
Die Hadège in Saint-Jammes

- die Hadège und
- die Souye mit ihrem Nebenfluss,
  - dem Biarré.[2]

## Geschichte
Drei teilweise sehr alte Wege trugen zur Besiedelung von Saint-Jammes am Rand eines sonst wenig fruchtbaren Landstrichs bei, ein seit der Frühgeschichte vorhandener Weg der Transhumanz, eine Römerstraße, die Lescar mit Auch verband und ein Pilgerweg nach Santiago de Compostela. Der Name der Gemeinde wurde 1376 erstmals in den Schriften erwähnt, erscheint aber nicht in den Aufzeichnungen der Volkszählung im Béarn im Jahre 1385, weil Saint-Jammes wie Lahayede zu Morlaàs gehörte. Die Grundherrschaft von Lahayede, heute ein Ortsteil im Nordwesten der Gemeinde, betraf nur die Hälfte der Pfarrgemeinde. Sie war auf zwei Familien aufgeteilt, die Familie Laussade, auf die 1615 die Familie Belsunce folgte, und die Grundherren von Higuères. Diese Situation führte zu Rivalität und Konflikten in zahlreichen Jahren. 1806 hat sich die Gemeinde Lahayede der Gemeinde Saint-Jammes angeschlossen.
Toponyme und Erwähnungen von Saint-Jammes waren:
- Sent-Jacme (1376, Militärschau, Blatt 31),
- Saint-Jayme (1673, réformation de Béarn, Manuskriptsammlung des 16. bis 18. Jahrhunderts),
- Saint James (1750 und 1793, Karte von Cassini bzw. Notice Communale),
- Saint-James (1801, Bulletin des lois) und
- Saint-Jammes (1863, Dictionnaire topographique de la France).[4][5][3]

Toponyme und Erwähnungen von Lahayede waren:
- La Fagede und la Fageda (1535 bzw. gegen 1544, réformation de Béarn, Manuskriptsammlung des 16. bis 18. Jahrhunderts),
- La Hayède und la Hajette (1731 bzw. 1763, Zählung von Higuères),
- Hagede (1750, Karte von Cassini),
- La Hagede (1793, Notice Communale),
- La Hayede (1801, Bulletin des lois) und
- (La) Hagède (1863, Dictionnaire topographique de la France).[4][5][6]

### Einwohnerentwicklung
Nach dem Beginn der Aufzeichnungen erlangte die Gemeinde einen ersten Höchststand der Einwohnerzahl von rund 300 in der Mitte des 19. Jahrhunderts. In der Folge reduzierte sich die Zahl bei kurzen Erholungsphasen bis zu den 1940er Jahren auf rund 160. In der Folgezeit setzte in den 1970er Jahren ein kräftiges Wachstum ein, das noch heute anhält.
| Jahr      | 1962 | 1968 | 1975 | 1982 | 1990 | 1999 | 2006 | 2009 | 2022 |
| --------- | ---- | ---- | ---- | ---- | ---- | ---- | ---- | ---- | ---- |
| Einwohner | 173  | 173  | 237  | 413  | 522  | 583  | 630  | 629  | 634  |

## Sehenswürdigkeiten

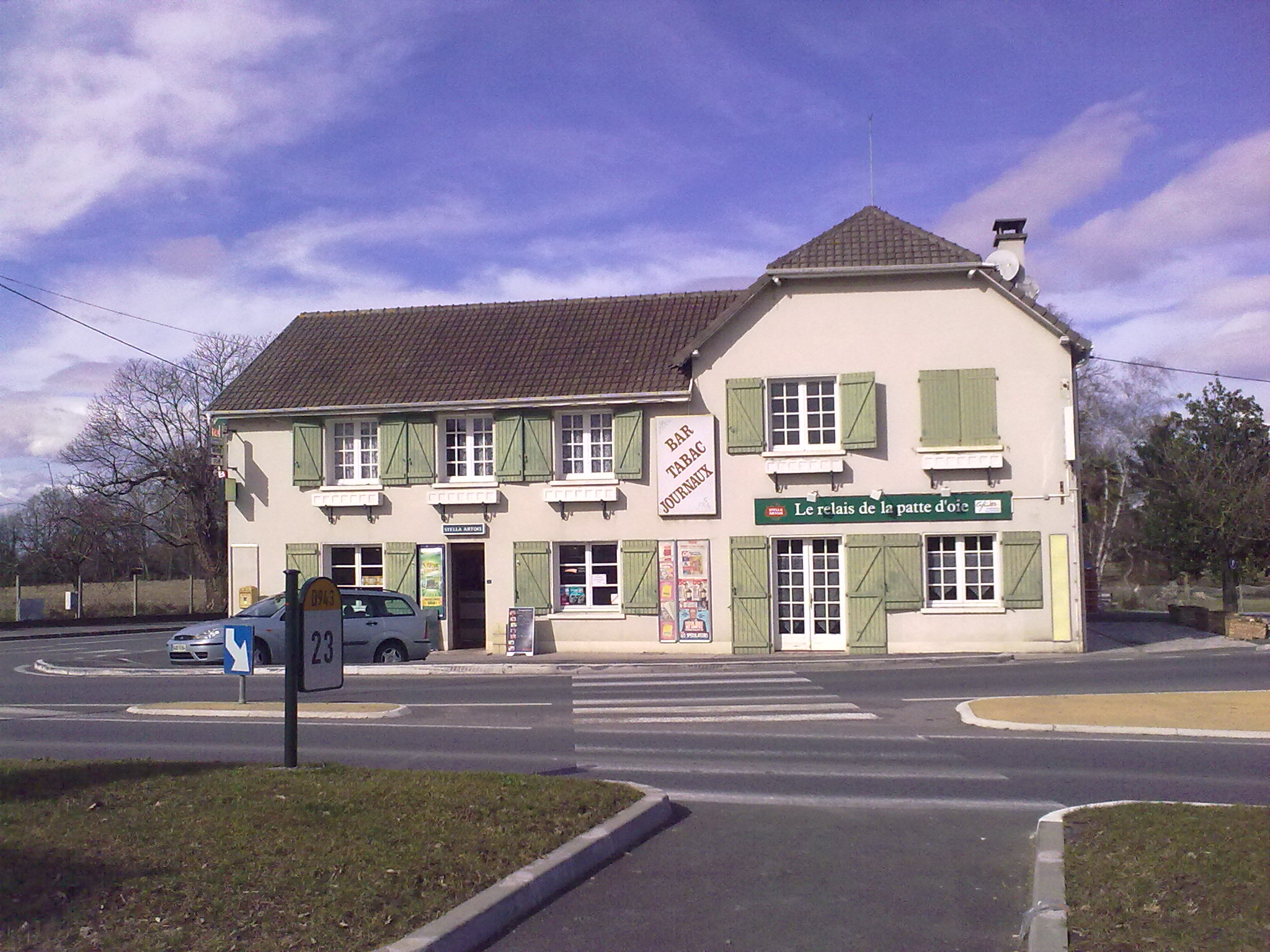
Gasthof Relais de la Patte d’oie

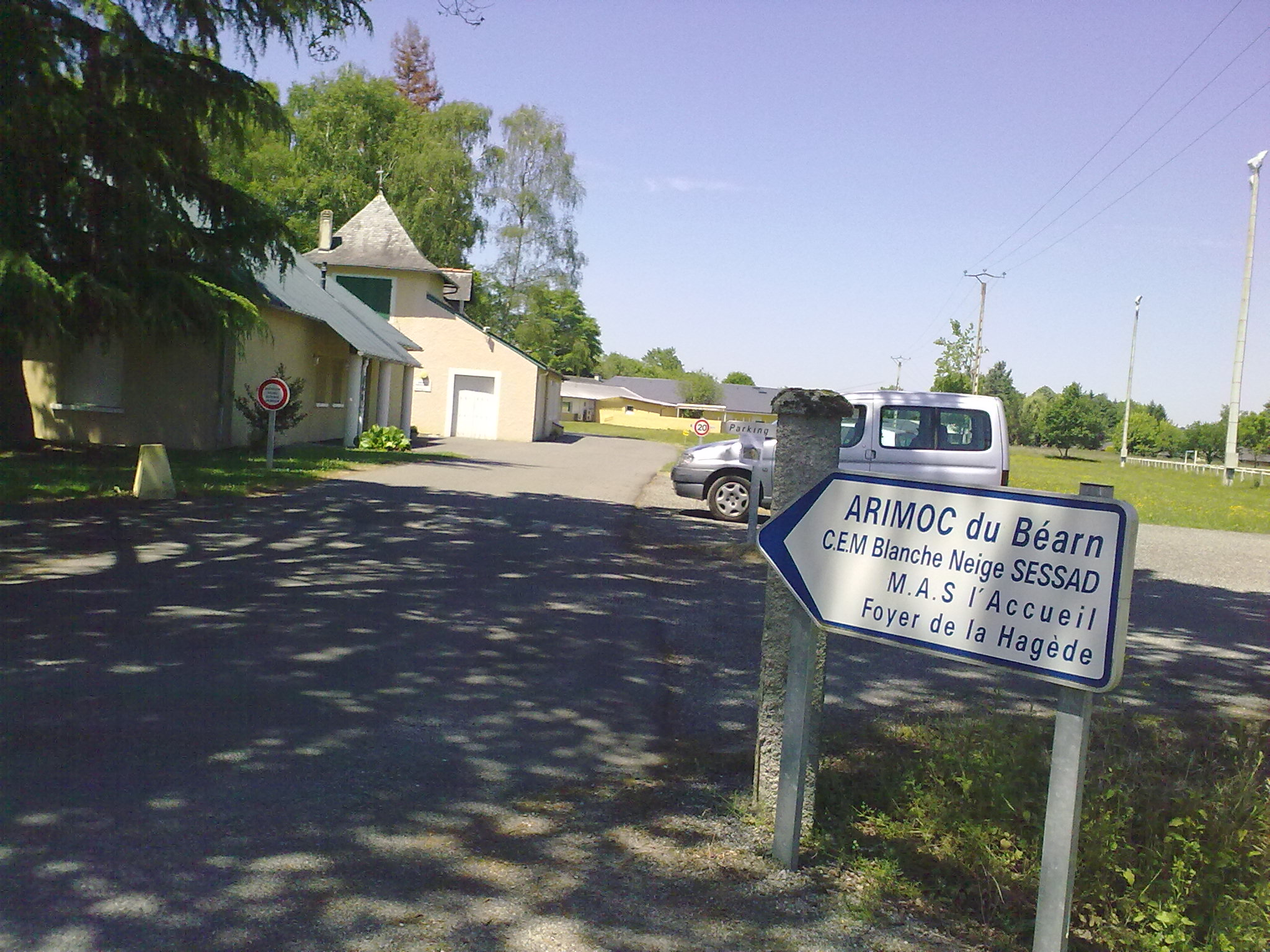
Behindertenzentrum

- Gasthof Relais de la Patte d’oie. Der Name „zum Gänsefuß“ lässt sich auf die Kreuzung von vier Straßen zurückführen. Der Gasthof war im 19. Jahrhundert vielbesucht und bekannt für Jagdreiten, die von Engländer aus Pau organisiert wurden, die vom Klima und von Form und Vegetation der Landschaft angezogen waren.[9]

- Herrenhaus. 1930 errichtete ein Wohlhabender aus Paris das Herrenhaus, genannt Blanche-Neige (deutsch Schneewittchen) auf dem Grundstück der früheren Grundherrenfamilie von Lahayede inmitten eines bewaldeten Parks. Heute ist dort ein Zentrum für geistig behinderte Kinder und Jugendliche eingerichtet.[10]

## Wirtschaft und Infrastruktur
Handel und Dienstleistungen sind die wichtigsten Wirtschaftsfaktoren der Gemeinde.

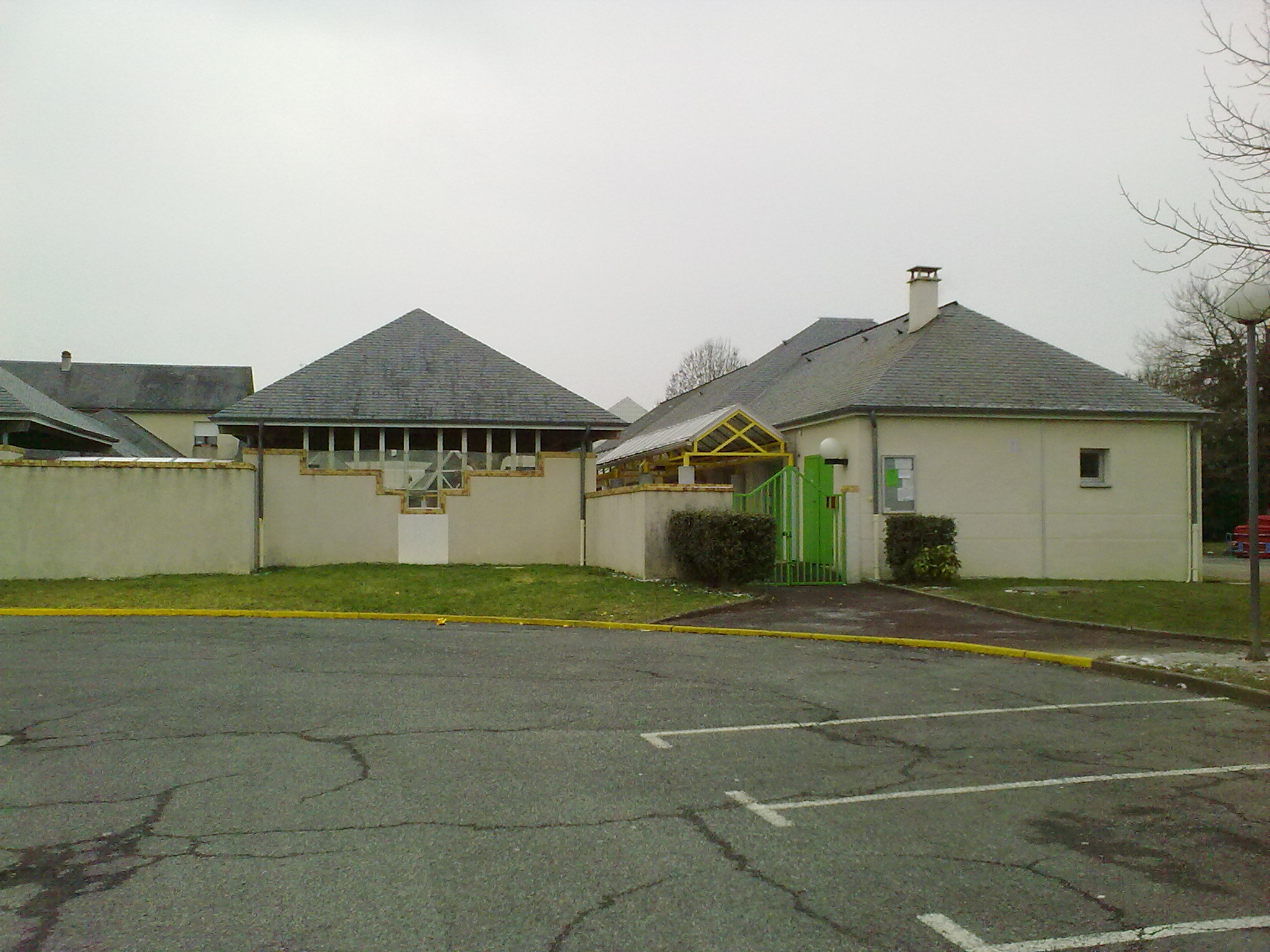
Vor- und Grundschule von Saint-Jammes

### Bildung
Die Gemeinde verfügt über eine öffentliche Vor- und Grundschule mit 59 Schülerinnen und Schülern im Schuljahr 2017/2018.

### Sport und Freizeit
Es gibt seit 2011 einen Mountainbike-Klub VTT Club Saint Jammes in der Gemeinde.

### Verkehr
Saint-Jammes ist erreichbar über die Routes départementales 7, 43, 222 und 943, der ehemaligen Route nationale 643, und ist über eine Linie des Busnetzes Transports 64 mit Pau und anderen Gemeinden des Départements verbunden.